# Natalia Gordienko

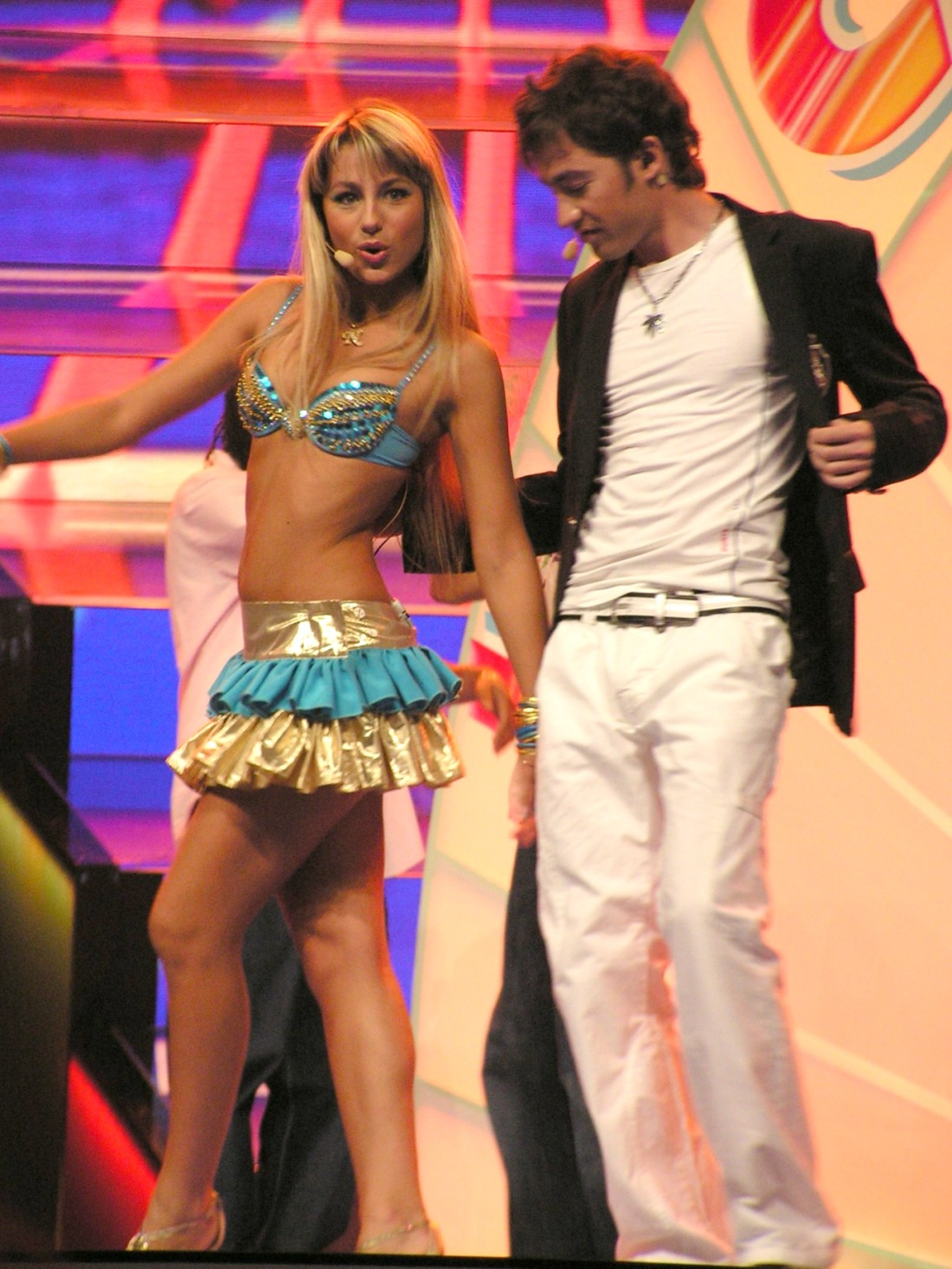
Natalia Gordienko bei ihrem Auftritt im Duett mit Arsenium beim Eurovision Song Contest 2006

Natalia Gordienko (ukrainisch Наталя Гордієнко, Natalja Hordijenko; * 11. Dezember 1987 in Chișinău, Moldauische SSR) ist eine moldauische Popsängerin ukrainischer Abstammung. Sie wurde als Teilnehmerin mehrerer Eurovision Song Contests bekannt.

## Leben
Natalia Gordienko verfügt über einen Musikschulabschluss als Pianistin und erwarb 2006 ihr Abitur. Von 2003 bis 2005 nahm sie erfolgreich an nationalen Musikwettbewerben teil, 2004 wurde sie zur moldauischen Miss Teenager erkoren. Im Vorfeld der ersten moldauischen Teilnahme am Eurovision Song Contest 2005 nahm sie als Leadsängerin der Band Millennium mit dem Titel Tablou pe sticlă an der nationalen Vorentscheidung teil, unterlag aber der Band Zdob și Zdub.
Sie trat zusammen mit dem Popsänger Arsenium (Ex-Mitglied der Band O-Zone) beim Eurovision Song Contest 2006 mit dem Titel Loca für Moldau an und belegte dort im Finale den 20. Platz. Im nationalen Vorentscheid am 15. März 2006 hatte das Duo zuvor sowohl von der Jury als auch vom Publikum die Höchstwertung erhalten.
Als Solosängerin konnte sie sich bei der Moldauer Vorauswahl O Melodie Pentru Europa 2020 zum Eurovision Song Contest 2020 mit dem Dance-Titel Prison gegen 18 Mitbewerber durchsetzten und sollte nun für ihr Land am zweiten Halbfinale des Wettbewerbs antreten. Der Wettbewerb musste aber am 18. März 2020 aufgrund der COVID-19-Pandemie abgesagt werden. Gordienko nahm stattdessen beim Eurovision Song Contest 2021 mit dem Titel Sugar teil, mit dem sie sich nach dem Auftritt im zweiten Halbfinale für das Finale qualifiziert hatte und dort den 13. Platz erreichte.

## Diskografie
Singles
- 2006: Loca (Arsenium feat. Natalia Gordienko & Connect-R)
- 2015: Summertime
- 2016: Habibi (feat. Mohombi)
- 2016: Blizko (feat. Irakli)
- 2017: Pyanaya
- 2017: Cheia
- 2018: Dus cu apa rece
- 2018: Arividerči
- 2020: Prison
- 2020: In Ochii Tai
- 2021: Sugar
- 2021: Tuz bubi
- 2021: High Heels